# Sometimes I Think About Dying
Sometimes I Think About Dying is een Amerikaanse romantische komedie-dramafilm uit 2023, geregisseerd door Rachel Lambert. De film is gebaseerd op het toneelstuk Killers van Kevin Armento uit 2013 en een gelijknamige korte film die in 2019 werd uitgebracht, geregisseerd en mede geschreven door Stefanie Abel Horowitz. De hoofdrollen worden vertolkt door Daisy Ridley, Dave Merheje en Parvesh Cheena.

## Verhaal
Fran is een jonge vrouw met een saaie kantoorbaan die geen sociale contacten heeft. Ze dagdroomt over verschillende manieren van doodgaan. Wanneer een nieuwe collega Robert, op het kantoor begint, zoekt hij contact met haar. Beiden gaan op date en er is duidelijk een vonk tussen de twee maar Fran zelf staat hun relatie in de weg.

## Rolverdeling
| Acteur           | Personage |
| ---------------- | --------- |
| Daisy Ridley     | Fran      |
| Dave Merheje     | Robert    |
| Parvesh Cheena   | Garrett   |
| Marcia DeBonis   | Carol     |
| Meg Stalter      | Isobel    |
| Brittany O'Grady | Sophie    |
| Bree Elrod       | Amelia    |

## Productie
In oktober 2021 werd gemeld dat Daisy Ridley in het geheim een onafhankelijk drama had opgenomen in Astoria (Oregon). Het project zou later worden aangekondigd in december 2021, met Ridley ook als filmproducent onder regie van Rachel Lambert. Het scenario van Kevin Armento is een gedeeltelijke bewerking van zijn eigen toneelstuk Killers uit 2013, met Stefanie Abel Horowitz, die in 2019 een gelijknamige korte film regisseerde, en tevens scenarioschrijver was samen met Katy Wright-Mead. Alle drie schreven ze ook het scenario voor de korte film uit 2019 en Horowitz had ook het toneelstuk uit 2013 geregisseerd.

## Release en ontvangst
Sometimes I Think About Dying ging op 19 januari 2023 in première op het Sundance Film Festival in de U.S. Dramatic Competition en werd vanaf januari 2024 in de bioscopen uitgebracht. De film kreeg overwegend positieve kritieken van de filmcritici, met een score van 81% op Rotten Tomatoes, gebaseerd op 125 beoordelingen.

## Prijzen en nominaties
De belangrijkste:
| Jaar | Prijs                  | Categorie        | Genomineerde(n) | Uitslag     |
| ---- | ---------------------- | ---------------- | --------------- | ----------- |
| 2023 | Sundance Film Festival | Grand Jury Prize | Rachel Lambert  | Genomineerd |